# Wendelstein 7-X

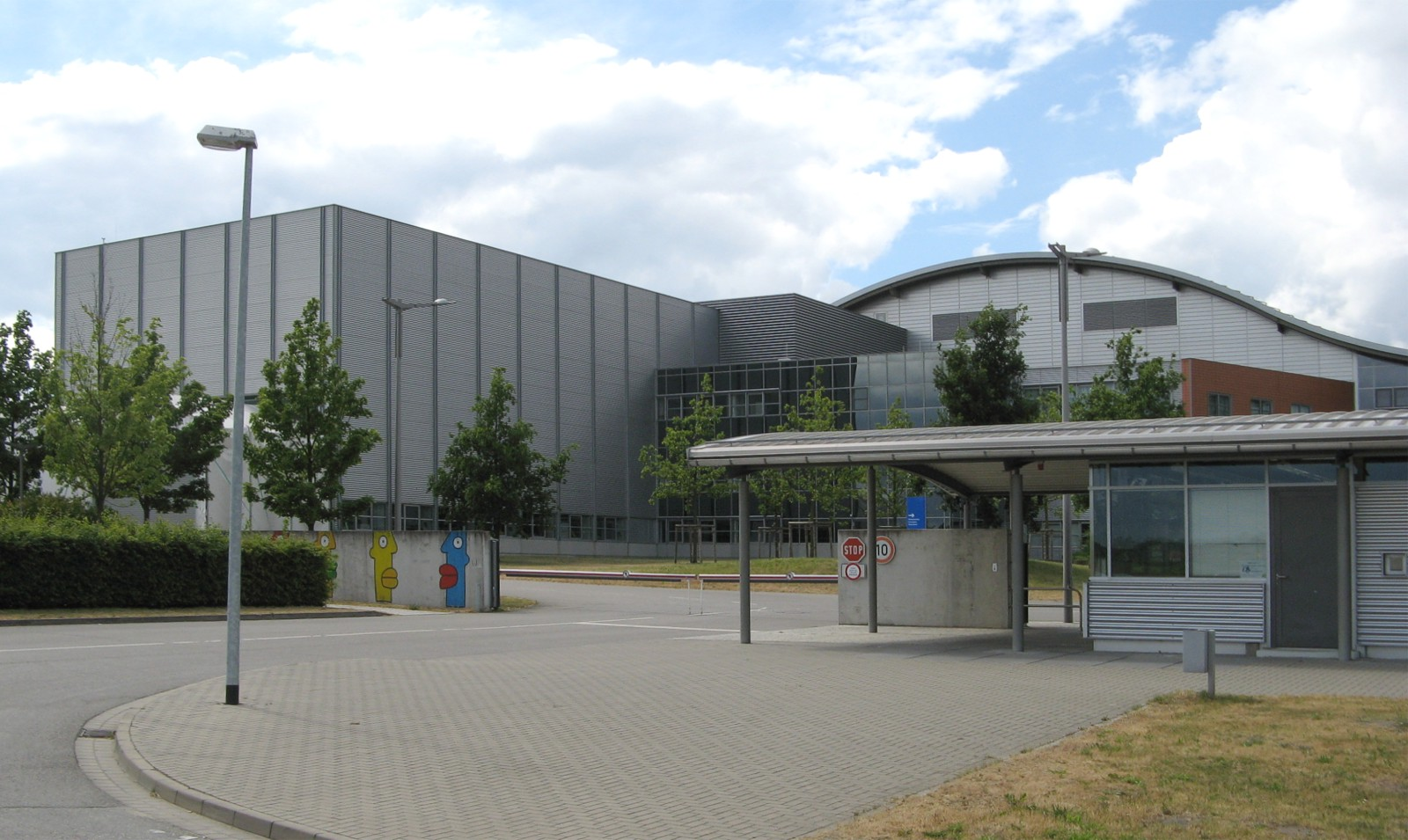
Entrada al centro de investigación del Wendelstein 7-X en Greifswald.

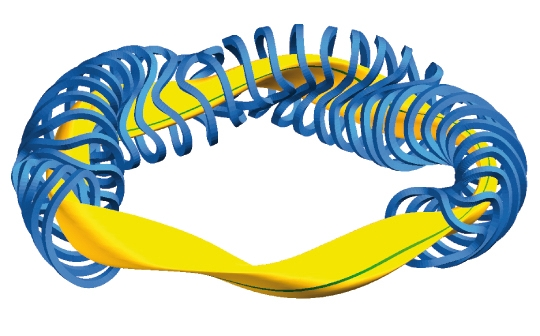
Esquema del sistema de la bobina (azul) y plasma (amarillo). Una línea de campo magnético se resalta en verde en la superficie amarilla del plasma.

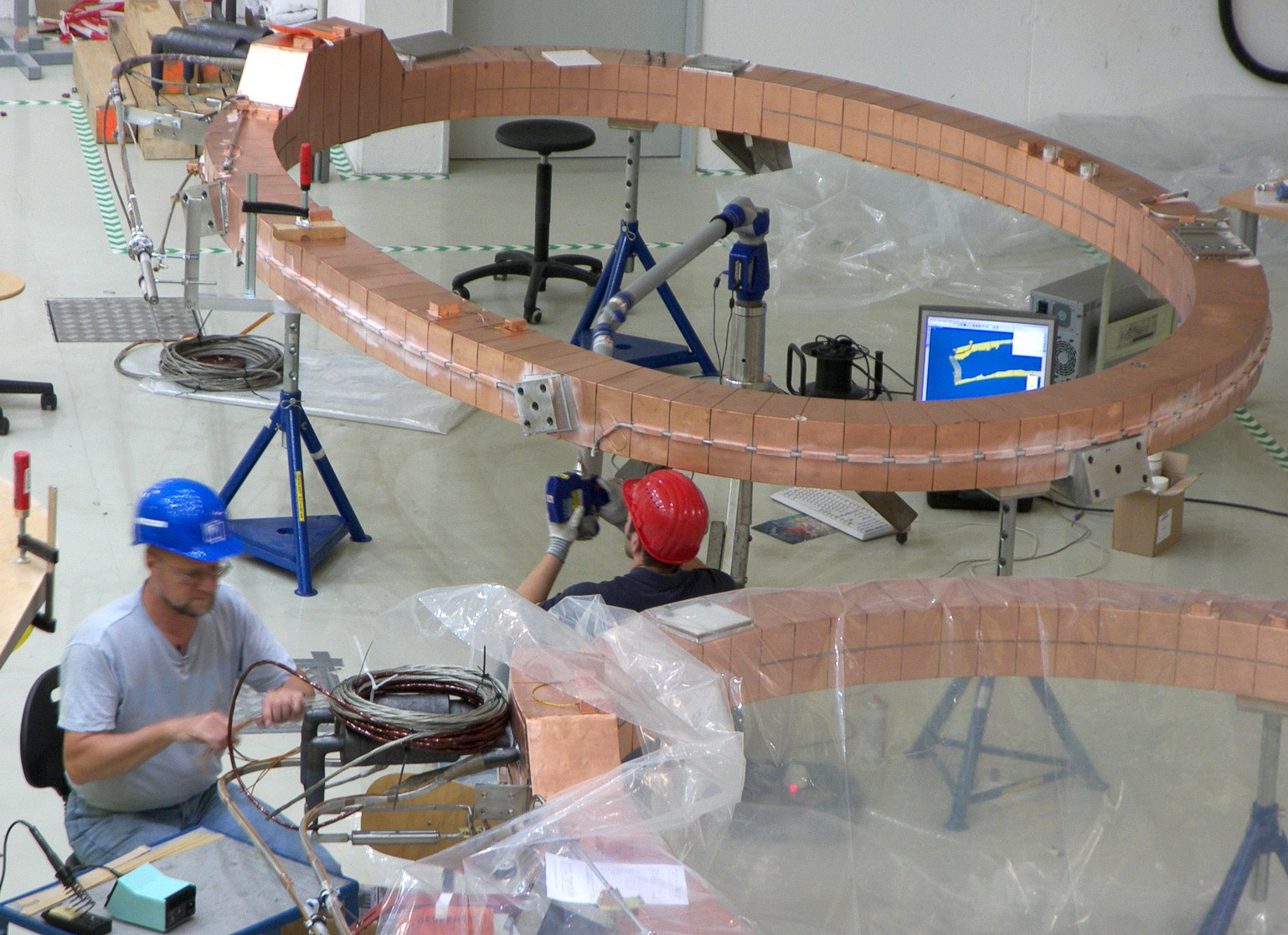
Líneas de alimentación superconductoras unidas a las bobinas planas superconductoras.

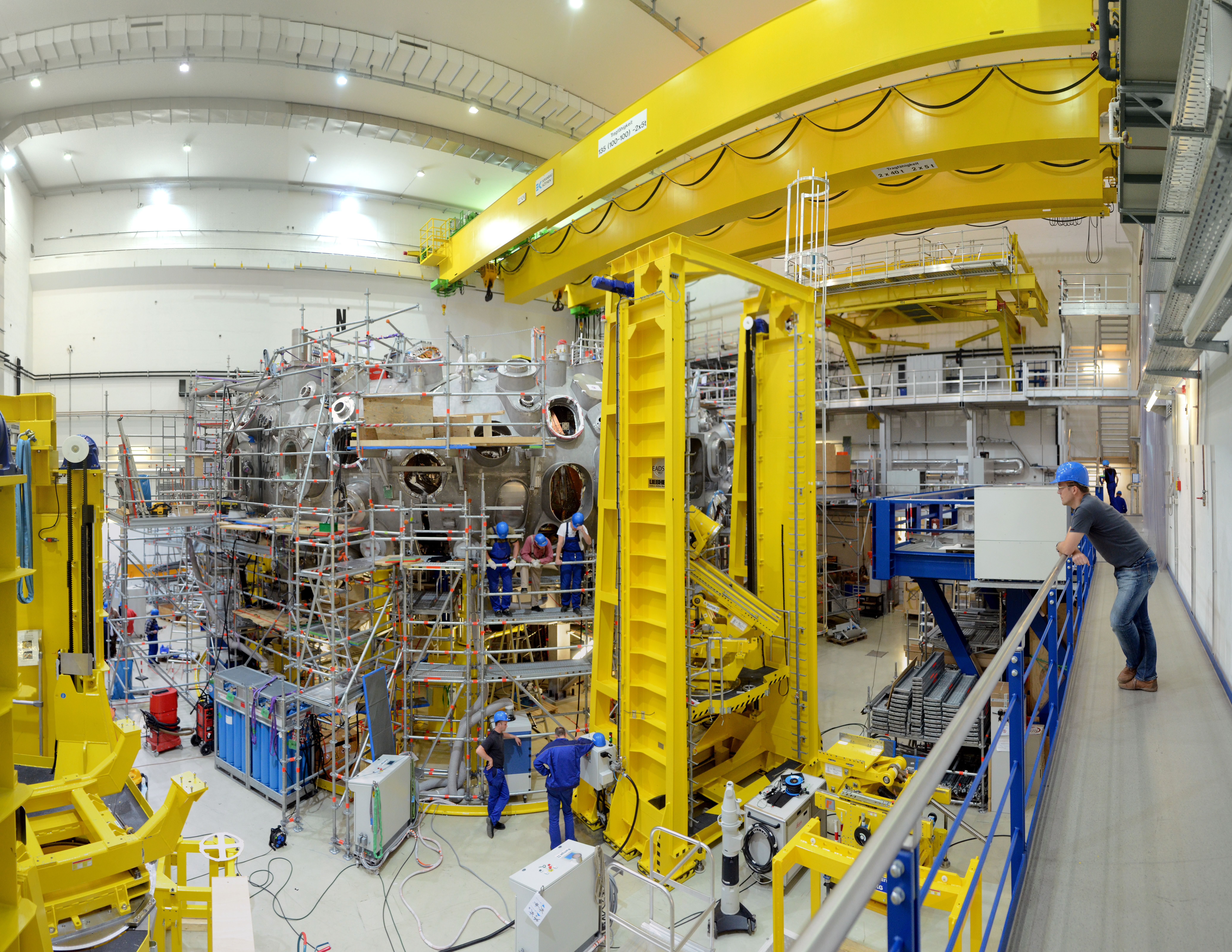
Construcción a partir de mayo de 2012. Visibles son el toro, compensado en la celda de prueba, y la grúa de gran tamaño. Tenga en cuenta a los trabajadores para la escala.

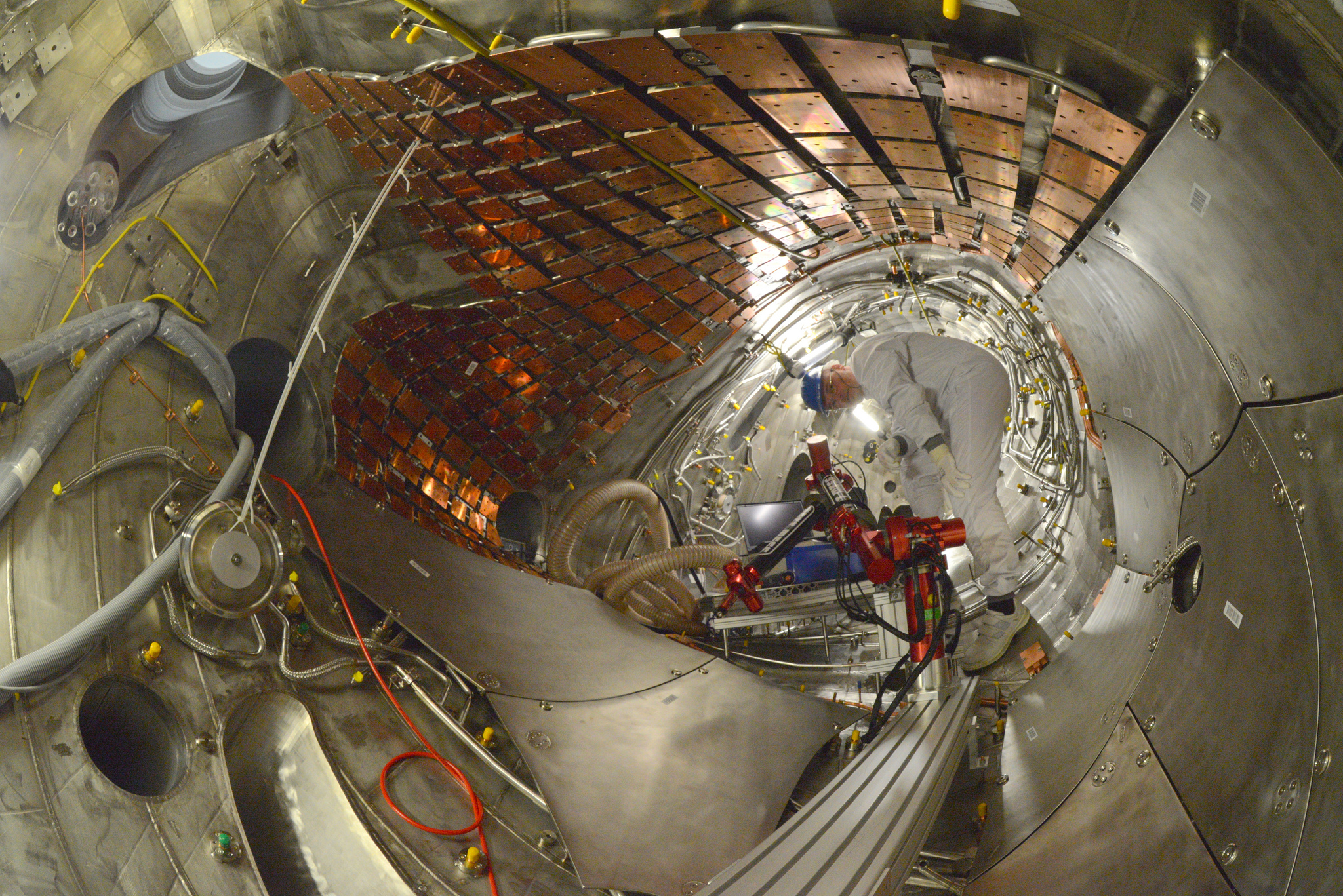
Vista en ángulo amplio dentro del W7-X stellarator (en construcción), mostrando las placas de cubierta de acero inoxidable y las placas de respaldo de cobre enfriadas por agua (que Eventualmente cubiertos por baldosas de grafito) que se están instalando como armadura para proteger contra las interacciones plasma / pared.

El Wendelstein 7-X (W7-X) es un estellarator, un reactor experimental de fusión nuclear por confinamiento magnético que se plantea como una alternativa a los modelos Tokamak.
Este nuevo diseño de estellarator se ha construido en Greifswald, Alemania por el Max-Planck-Institut für Plasmaphysik (IPP) y ha sido finalizado en octubre de 2015, siendo su propósito principal evaluar los principales componentes de un futuro reactor de fusión nuclear del tipo estellarator.

## Diseño y principales componentes
El dispositivo Wendelstein 7-X se basa en una configuración de Helias de cinco campos. Se trata principalmente de un toroide, compuesto por 50 bobinas magnéticas superconductoras no planares y 20 planares de 3,5 m de altura, que inducen un campo magnético que evita que el plasma colisione con las paredes del reactor. Las 50 bobinas no planares se utilizan para ajustar el campo magnético. Su objetivo es una densidad de plasma de 3×1020 partículas⋅m-3, y una temperatura de plasma de 60−130 MK. 
Los componentes principales son las bobinas magnéticas, el criostato, el recipiente de plasma, el desviador y los sistemas de calefacción. 
Las bobinas (NbTi en aluminio) están dispuestas alrededor de un revestimiento aislante térmico con un diámetro de 16 metros, llamado el criostato. Un dispositivo de enfriamiento produce suficiente helio líquido para enfriar los imanes y su envolvente (alrededor de 425 toneladas métricas de "masa fría") a la temperatura de superconductividad (4 K). Las bobinas tendrán una corriente de 12,8 kA y crearán un campo de hasta 3 T.
El vaso de plasma, construido de 20 partes, está en el interior, ajustado a la forma compleja del campo magnético. Cuenta con 254 puertos (agujeros) para el diagnóstico de calentamiento por plasma y de observación. La planta entera se construye de cinco módulos casi idénticos, que fueron montados en el pasillo del experimento. 
El sistema de calefacción incluye 10 MW de microondas para calentamiento por resonancia de ciclotrón de electrones (ECRH), hasta 10 segundos, y puede entregar 1 MW durante 50 segundos durante la fase operacional 1 (OP-1). Para la fase operativa 2 (OP-2), después de completar la armadura completa / refrigeración por agua, hasta 8 MW de inyección de haz neutro también estarán disponibles durante 10 segundos, mientras que el sistema de microondas se extenderá a la verdadera estabilidad Estado (30 minutos). Un sistema de calentamiento por resonancia de ciclones de iones (ICRH) estará disponible para la operación física en OP1.2.
Un sistema de sensores y sondas basado en una variedad de tecnologías complementarias medirán las propiedades clave del plasma, incluyendo los perfiles de la densidad de electrones y de la temperatura de electrones e iones, así como los perfiles de impurezas de plasma importantes y de las radiales eléctricas Camp.

## Institutos colaboradores

### Unión Europea
- FJFI Charles University (República Checa)
- Universidad Técnica de Berlín (Alemania)
- Universidad de Greifswald (Alemania)
- Forschungszentrum Jülich (Alemania)
- Instituto de Tecnología de Karlsruhe (Alemania)
- Instituto de Ingeniería de Procesos Interfaciales y Tecnología de Plasma (IGVP) en la Universidad de Stuttgart (Alemania)
- Physikalisch-Technische Bundesanstalt (Alemania)
- Commissariat à l'énergie atomique et aux énergies alternatives (CEA; Francia)
- Centro de Investigaciones Energéticas, Medioambientales y Tecnológicas (CIEMAT; España)
- Instituto de Física Nuclear de Cracovia y Centro Nacional de Investigación Nuclear (Polonia)
- Instituto de Física del Plasma y Microfusión Láser, Varsovia (Polonia)
- Instituto de Investigación KFKI de Física de Partículas y Nuclear de la Academia de Ciencias de Hungría (Hungría)
- Trilateral Euregio Cluster (Alemania / Bélgica / Países Bajos)
- Universidad Técnica de Dinamarca (DTU) (Dinamarca)
- Universidad Técnica de Eindhoven (Países Bajos)

### Estados Unidos
- Laboratorio Nacional de Los Alamos
- Laboratorio Nacional de Oak Ridge
- Princeton Plasma Physics Laboratory
- Universidad de Wisconsin-Madison
- Instituto de Tecnología de Massachusetts
- Universidad de Auburn
- Xantho Technologies, LLC

### Japón
- Instituto Nacional de Ciencia de Fusión